# Províncias Ilírias

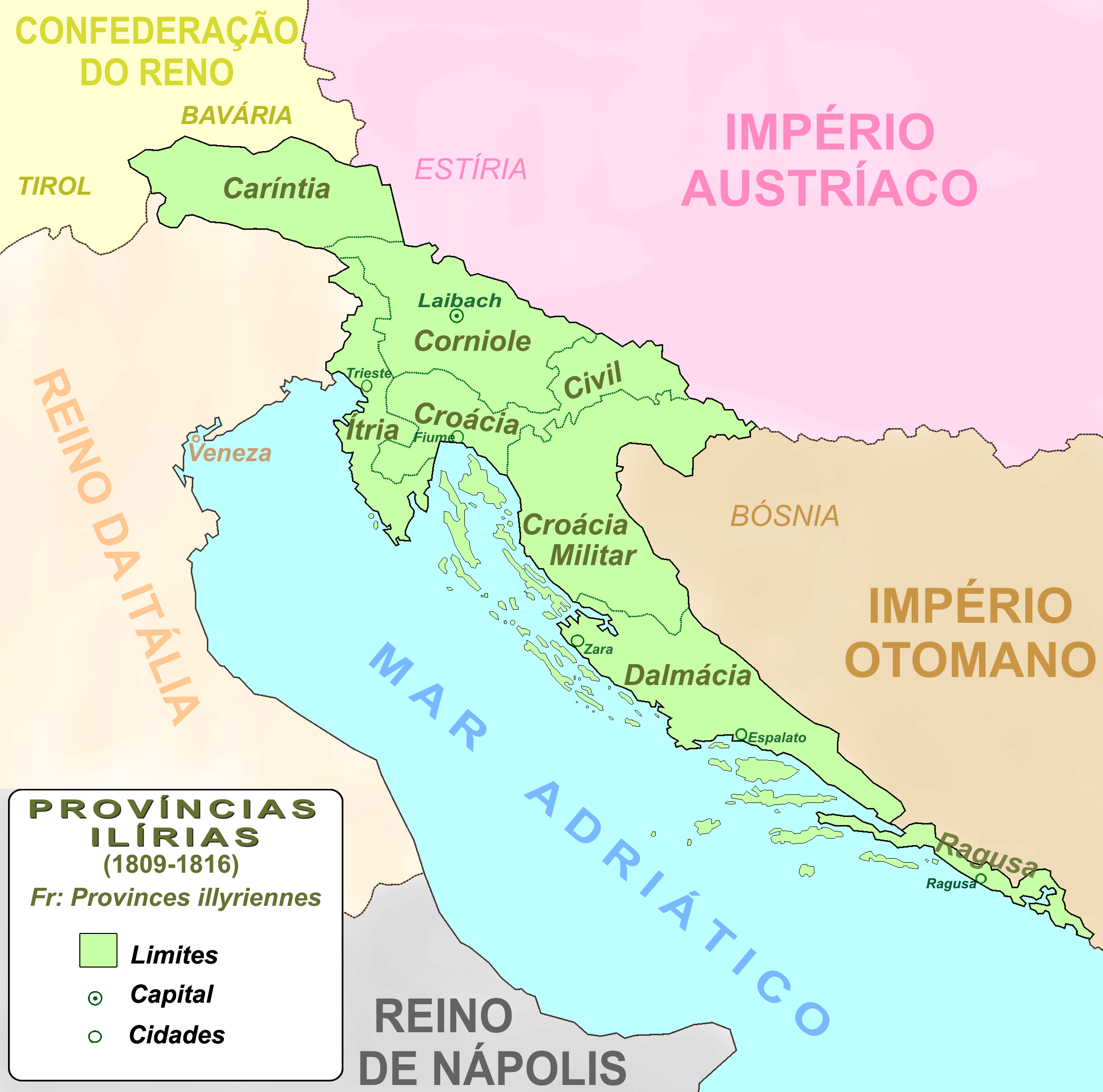
As Províncias Ilírias, parte do Império Francês.

As Províncias Ilírias ou simplesmente Ilíria (em francês:  Provinces illyriennes), foi uma província autônoma de curta existência, criada como parte do Império Francês por Napoleão Bonaparte nas terras às margens orientais do Mar Adriático que foram conquistadas na Guerra da Quinta Coligação e existiu de 1809 até 1816, tendo por capital a atual cidade de Liubliana (à época com nome alemão de Laibach).
Segundo Stefan Zweig, o país artificial foi fruto de um tratado de paz e reunia as terras das Ilhas Frioul, da Caríntia, Dalmácia e Trieste. O nome "Ilíria" teve, então, sua última existência na história.

## Governo de Fouché, reconquista da Áustria
O ardiloso ex-ministro da polícia francês, Joseph Fouché fora o maior adversário interno ao imperador Napoleão e, quando este se viu derrotado após a Campanha da Rússia, em 1812, nomeou-lhe administrador da Prússia.
Napoleão já havia perdido os estados em que pusera seus irmãos governantes (Espanha, Holanda e Itália) e procurara fortificar suas posições em França, cercando-se de garantias para a sua segurança pessoal no poder. Fouché, contudo, demora-se em assumir o posto prussiano, e este território acaba sendo perdido antes que ele saia do país.
Governava a Ilíria o general Jean-Andoche Junot que, contudo, fica louco, deixando vago o cargo; Napoleão, assim, indica para ocupá-lo a Fouché que, numa terra sem qualquer unidade ou mesmo lógica de união, ele cuida de aproveitar-se ao máximo da ocasião e saqueia os cofres públicos, enviando para o Trieste todos os bens que pôde obter.
Em 1813 as tropas austríacas avançam sobre as Províncias, e Fouché não lhes opõe a menor resistência, retirando-se sem quaisquer baixas ou lutas. A Ilíria, então, volta a deixar de existir.

## Fim da Ilíria
A designação da região, sobretudo com a eclosão de movimentos nacionalistas diversos e violentos a partir da segunda metade do século XIX, fez o nome desaparecer completamente após esta última e breve existência.